# Étalon
Étalon ist eine nordfranzösische Gemeinde mit 128 Einwohnern (Stand 1. Januar 2022) im Département Somme in der Region Hauts-de-France. Die Gemeinde liegt im Arrondissement Montdidier und gehört zum Kanton Roye.

## Geographie
Die Gemeinde liegt rund vier Kilometer westlich von Nesle und elf Kilometer nordöstlich von Roye an der Départementsstraße 139. Das Gemeindegebiet erstreckt sich im Nordosten bis an den kleinen Fluss Ingon, der bei Rouy-le-Petit in den Canal du Nord mündet.

## Geschichte
In Étalon wurden Überreste einer gallo-römischen Villa aufgefunden.
Die Gemeinde erhielt als Auszeichnung das Croix de guerre 1914–1918.

## Einwohner
| 1962 | 1968 | 1975 | 1982 | 1990 | 1999 | 2006 | 2010 |
| ---- | ---- | ---- | ---- | ---- | ---- | ---- | ---- |
| 172  | 127  | 107  | 104  | 116  | 112  | 144  | 137  |

## Verwaltung
Bürgermeister (maire) ist seit 2001 Francis Houssé	.